# Zecchino d'Oro 1963
Il quinto Zecchino d'Oro si è svolto a Bologna dal 1º al 3 marzo 1963.
È stato presentato da Mago Zurlì, interpretato da Cino Tortorella.
Viene assegnata per la prima volta la targa G d'oro "Sorella Letizia" , premio assegnato dal periodico Il Giornalino al testo che meglio esprimeva lo spirito di gioia, fratellanza e amore. Sarà assegnato fino allo Zecchino d'Oro 2005, tranne che nelle edizioni dal 1988 al 1990.
Nello stesso anno nasce il Piccolo Coro dell'Antoniano, diretto da Mariele Ventre, che partecipa a questa edizione per la prima volta, all'epoca formato da soli dieci bambini.
Gianfranco Tonello fece parte del Piccolo Coro dell'Antoniano fino al 1969. Da adulto Tonello divenne un allevatore di cani. A 33 anni venne trovato senza vita nella sua auto nei pressi di Bologna, morto in circostanze drammatiche.
Giuseppe Vivolo fece parte del Piccolo Coro dell'Antoniano fino al 1968.
In questa edizione, fra gli autori, prese parte anche il cantautore Fred Bongusto.

## Brani in gara
- Carnevale allo zoo (Testo: Laura Zanin, Luigi Mocchi/Musica: Renzo Rossi Oldrati) - Marcello Altimari
- Dormi, dormi orsetto blu (Testo: Lucio Lami/Musica: Fred Bongusto) - Chiara Minarelli
- I tre corsari (Testo: Luciano Beretta/Musica: Corrado Comolli) - Giuseppe Giroletti, Giuseppe Vivolo e Mauro Zerbini
- Il pescatore di stelle (Testo: Laura Zanin/Musica: Arturo Casadei) - Roberto Masoni
- In punta di piedi (Testo: Luciana Amalia Medini/Musica: Piero Soffici, Arrigo Amadesi) - Bianca Maria Sammarco
- La giostra del carillon (Testo: Sandro Tuminelli/Musica: Jacqueline Perrotin) - Carla Questa
- La zanzara (Testo: Paola Pitagora, Franco Maresca/Musica: Mario Pagano) - Liviana Zanelli
- Le mie tasche (Testo: Augusto Castellani/Musica: Edgardo Latini) - Carlo Ventosi
- Non lo faccio più (Testo: Antonietta De Simone/Musica: Edilio Capotosti) - Gianfranco Tonello
- Papà ritorna bambino (Testo: Laura Zanin/Musica: Aldo Buonocore) - Andrea Ugulini
- Penna nera (Testo: Ardiente/Musica: Ogard) - Vincent Cutayar
- Stellina di mare (Testo: Andrea Cason/Musica: Walter Borghini, Dario Mateicich) - Patrizia Pizzato